# Pietro Gibellini
Pietro Gibellini (Pralboino, 16 maggio 1945) è un critico letterario e filologo italiano.

## Biografia
Pietro Gibellini dopo aver conseguito la maturità classica al liceo "Arnaldo" di Brescia, fu alunno del Collegio Ghislieri laureandosi in lettere all'Università degli Studi di Pavia nel 1968 discutendo la tesi con Dante Isella. Negli anni, oltre alla letteratura italiana, insegnò anche filologia italiana e letteratura moderna e contemporanea.
Agli albori della sua carriera accademica fu ricercatore all'Università di Pavia (1974) e chargé de cours presso l'Università di Ginevra (1982). Nel 1987 l'Università dell'Aquila gli affidò la cattedra di letteratura italiana, ruolo che in seguito ricoprì, dal 1990, presso l'Università di Trieste e parimenti, dal 1996 sino al 2015, presso l'Università "Ca' Foscari" di Venezia ove permase quale professore in quiescenza negli anni successivi. Pietro Gibellini fu altresì docente a contratto presso l'Università Cattolica del Sacro Cuore di Brescia.
Dal 1975 è stato dapprima socio corrispondente e poi, dal 1995, socio ordinario dell'Accademia dell'Arcadia, dal 1985 è socio effettivo dell'Ateneo di Brescia, dal 1999 è socio non residente dell'Ateneo Veneto, dal 2013 è socio corrispondente non residente dell'Istituto veneto di scienze, lettere ed arti, ed è altresì socio corrispondente dell'Ateneo di Salò.
Ha diretto le opere collettive Il mito nella letteratura italiana e La Bibbia nella letteratura italiana per Morcelliana e Letteratura delle regioni d'Italia per Editrice La Scuola; a queste s'aggiunge la direzione della seconda serie della rivista Quaderni dannunziani edita da Garzanti. Gibellini fa parte del consiglio direttivo ovvero membro di comitati scientifici di molteplici riviste letterarie, tra le quali: Critica letteraria, Esperienze Letterarie, Humanitas, Archivio d'Annunzio-rivista di cultura comparata, Ermeneutica letteraria, Italian Studies in Southern Africa, Letteratura e dialetti (di cui è condirettore con Gianni Oliva, Renato Martinoni e Giovanni Tesio), Rivista di letteratura italiana. In qualità di critico ed esperto letterario ha collaborato con il Giornale nuovo di Indro Montanelli e successivamente con Avvenire e il Corriere della Sera.
I suoi studi spaziano dalla letteratura medievale a quella contemporanea, concentrandosi soprattutto su autori otto-novecenteschi; è tra i maggiori esperti del poeta romanesco Giuseppe Gioachino Belli, sulla cui poesia ha pubblicato raccolte di saggi, ha aggiornato la scelta antologica curata da Giorgio Vigolo per la collana I Meridiani Mondadori, e curato l'edizione critica e commentata di tutti i Sonetti romaneschi per la collana I Millenni di Einaudi.
Il secondo autore di cui si occupò preminentemente è Gabriele d'Annunzio, cui ha dedicato due raccolte di saggi e di cui ha curato l'edizione critica di Alcyone e quella commentata di varie opere per Einaudi, Garzanti, Mondadori, Rizzoli.
Gibellini ha curato diverse opere su Gianfranco Contini e la critica delle varianti ch'egli stesso sviluppò come "ermeneutica variantistica" ponendo particolare interesse al rapporto tra filologia ed ermeneutica. Altri contributi di Gibellini sono consacrati alla poesia dialettale, da Carlo Porta a Delio Tessa, da Andrea Zanzotto a Franca Grisoni; ha parimenti scritto di autori lombardi, quali Giuseppe Parini, Alessandro Manzoni, Carlo Emilio Gadda, e siciliani fra questi Giovanni Verga e Luigi Pirandello.

## Riconoscimenti
- Premio "Marino Moretti" sezione filologia – Cesenatico, 1997[13]
- Premio "Cultori di Roma" – Roma, 2010[14]
- Premio "Ca' Foscari" alla ricerca - Venezia, 2012[15]
- Premio di storia letteraria "Natalino Sapegno" – Morgex, 2020[16]

## Opere
- Gabriele D'Annunzio, Cento e cento e cento e cento pagine del Libro segreto di Gabriele d'Annunzio tentato di morire, a cura di Pietro Gibellini, collana Oscar Mondadori, Milano, Mondadori, agosto 1977.
- Pietro Gibellini, Il coltello e la corona. La poesia del Belli tra filosofia e critica, Roma, Bulzoni Editore, 1979.
- Pietro Gibellini, L'Adda ha buona voce. Studi di letteratura lombarda dal Sette al Novecento, Roma, Bulzoni Editore, 1984.
- Pietro Gibellini, Logos e Mythos. Studi su Gabriele D'Annunzio, Firenze, Leo S. Olschki, 1985, ISBN 9788822233295.
- Gabriele D'Annunzio, Alcyone, in Pietro Gibellini (a cura di), Edizione nazionale delle opere di Gabriele D'Annunzio, vol. 7, Milano, Mondadori, 1988, ISBN 8804294043.
- Pietro Gibellini, I panni in Tevere. Belli romano e altri romaneschi, Roma, Bulzoni Editore, 1989, ISBN 9788871190662.
- Pietro Gibellini, La parabola di Renzo e Lucia. Un'idea dei «Promessi sposi», Brescia, Morcelliana, 1994, ISBN 9788837215347.
- Pietro Gibellini, D'Annunzio dal gesto al testo, Milano, Mursia, 1995.
- Angelo Conti, La beata riva. Trattato dell'oblio, a cura di Pietro Gibellini, Venezia, Marsilio Editori, 2000, ISBN 9788831774413.
- Pietro Gibellini, Il calamaio di Dioniso. Il vino nella letteratura italiana moderna, Milano, Garzanti, 2001, ISBN 9788811597186.
- Pietro Gibellini, Gabriele d'Annunzio. L'arcangelo senza aureola, Brescia, Editoriale Bresciana, 2008, ISBN 9788895739007.
- Gabriele D'Annunzio, Il libro segreto, a cura di Pietro Gibellini, Milano, Rizzoli, 2010, ISBN 9788817042628.
- Pietro Gibellini, Parini. L'officina del «Giorno», Brescia, Morcelliana, 2010, ISBN 9788837223908.
- Gabriele D'Annunzio, Sogni di terre lontane, da Alcyone, prefazione di Pietro Gibellini, illustrazioni di Romano Mastrella, a cura di Ugo Magnanti, postfazione di Eugenio Bartolini, tiratura di trecento esemplari numerati e allestiti a mano, Nettuno, Scoprirenettuno, 2010, ISBN 88-900883-2-X
- Pietro Gibellini, Verga, Pirandello e altri siciliani, Lecce, Edizioni Milella, 2011, ISBN 9788870484908.
- Pietro Gibellini, Belli senza maschere. Saggi e studi sui sonetti romaneschi, Torino, Nino Aragno Editore, 2012, ISBN 9788884195548.
- Pietro Gibellini, Giuseppe Gioachino Belli, Sonetti erotici e meditativi, Milano, Adelphi, 2012, ISBN 9788845926525.
- Matteo Bandello, Novelle bresciane, a cura di Pietro Gibellini, Brescia, Marco Serra Tarantola, 2014, ISBN 9788867770687.
- Gabriele D'Annunzio, Alcyone. Edizione critica, a cura di Pietro Gibellini, Venezia, Marsilio, 2018, ISBN 9788829700059.
- Giuseppe Gioachino Belli, Sonetti. Edizione critica, a cura di Pietro Gibellini, Lucio Felici, Edoardo Ripari, Torino, Einaudi, 2019, ISBN 9788806238216.
- Pietro Gibellini, Un’idea di d’Annunzio: trent’anni di studi, Lanciano, Carabba, 2023, ISBN  9788863447101.

### Articoli su rivista
- (FR) Pietro Gibellini, Droit et philologie. L'ordre des laisses dans l'épisode de la colère de Ganelon dans la "Chanson de Roland" (PDF), in Revue Romane, vol. 7, n. 2, ottobre 1972,  pp. 233-247, ISSN 0035-3906 (WC · ACNP). URL consultato il 24 gennaio 2018.
- Pietro Gibellini, Il mito classico nella letteratura del Settecento-Ottocento, in Humanitas, vol. 4, Brescia, Morcelliana, 1996,  pp. 485-501, ISSN 0018-7461 (WC · ACNP).
- Pietro Gibellini, Leopardi secondo Montale, in Humanitas, Nuova serie, vol. 1-2, LIII, Brescia, Morcelliana, 1998,  pp. 112-130, ISSN 0018-7461 (WC · ACNP).
- Pietro Gibellini, Reperti mitologici e sentieri conoscitivi nel Novecento letterario italiano, in Humanitas, Nuova serie, vol. 4, LIV, Brescia, Morcelliana, 1999,  pp. 530-539, ISSN 0018-7461 (WC · ACNP).
- Pietro Gibellini, Il Petrarca per immagini del Dilettante Queriniano, in Annali Queriniani, vol. 1, Brescia, Grafo Edizioni, giugno 2000,  pp. 41-62, ISBN 8873854702.
- Pietro Gibellini, La poesia di Cristina Campo: un "Passo d'addio", in Humanitas, Nuova serie, vol. 3, LVI, Brescia, Morcelliana, 2001,  pp. 333-340, ISSN 0018-7461 (WC · ACNP).
- Pietro Gibellini, La parte delle lettere nel catalogo della Morcelliana, in Humanitas, Nuova serie, vol. 4, LVI, Brescia, Morcelliana, 2001,  pp. 522-540, ISSN 0018-7461 (WC · ACNP).
- Pietro Gibellini, Metastasio e la mitologia, in Critica Letteraria, vol. 3, n. 112, Napoli, Loffredo Editore, 2001,  pp. 459-482, ISSN 0390-0142 (WC · ACNP), Anno XXIX.
- Pietro Gibellini, Un autografo veneziano di D'Annunzio e i "Sogni di terre lontane", in Quaderni Veneti, vol. 35, Ravenna, Angelo Longo Editore, giugno 2002,  pp. 79-87, DOI:10.1400/21269, ISBN 8880633570.
- Pietro Gibellini, D'Annunzio e Petrarca, in Humanitas, Nuova serie, vol. 1, LIX, Brescia, Morcelliana, 2004,  pp. 83-120, ISSN 0018-7461 (WC · ACNP).
- Pietro Gibellini, Vola alta parola. Incontro con Mario Luzi, in Humanitas, Nuova serie, vol. 3, LX, Brescia, Morcelliana, 2005,  pp. 391-652, ISSN 0018-7461 (WC · ACNP).
- Pietro Gibellini, Stefano Agosti, Franco Brevini, Ricciarda Ricorda e Cesare Segre, Tavola rotonda, in Quaderni Veneti, vol. 44, Ravenna, Angelo Longo Editore, dicembre 2006,  pp. 143-187, DOI:10.1400/90725, ISBN 9788880635468.
- Pietro Gibellini, I conti con Carducci, in Studi sul Settecento e l'Ottocento. Rivista internazionale di italianistica, vol. 2, Pisa, Fabrizio Serra Editore, 2007,  pp. 55-64, DOI:10.1400/80970, ISSN 1828-2156 (WC · ACNP).
- Pietro Gibellini, Il deserto di Spina, in Humanitas, Nuova serie, vol. 3, LXV, Brescia, Morcelliana, 2010,  pp. 375-380, ISSN 0018-7461 (WC · ACNP).
- Pietro Gibellini, Dalla novella al sonetto: Belli, Casti e un po' di Boccaccio, in Italianistica, vol. 2, Pisa, Fabrizio Serra Editore, 2013,  pp. 127-146, DOI:10.1400/211639, ISSN 0391-3368 (WC · ACNP).
- Pietro Gibellini, Critica genetica e variantistica continiana: esperienze di lavoro (Parini, Belli, Manzoni, D'Annunzio), in Ermeneutica Letteraria, vol. 10, Pisa, Fabrizio Serra Editore, 2014,  pp. 115-125, ISSN 1825-6619 (WC · ACNP).
- Pietro Gibellini, Belli narratore? Le confidenze de le ragazze e il «filo occulto» dei sonetti (PDF), in Quaderni Veneti, Nuova serie, vol. 3, Venezia, Edizioni Ca' Foscari, 2014,  pp. 183-194, DOI:10.14277/1724-188X/QV-3-1/2-14-19, ISSN 0394-2694 (WC · ACNP). URL consultato il 24 gennaio 2018.
- Pietro Gibellini, Baffo in Belli?, in Studi sul Settecento e l'Ottocento. Rivista internazionale di italianistica, vol. 9, Pisa, Fabrizio Serra Editore, 2014,  pp. 141-170, DOI:10.1400/226093, ISSN 1828-2156 (WC · ACNP).